# Ésubiens
Les Ésubiens (en latin : Esubii) sont un des peuples antiques des Alpes cités sur le trophée des Alpes. Leur emplacement géographique dans les Alpes autorise leur rattachement aux peuples ligures ou celto-ligures, dont ils auraient partagé l'origine, l'histoire et la culture.

## Histoire
Ils ne doivent pas être confondus avec les Ésuviens, cités par Jules César, et situés en Bretagne ou en Normandie.
Une hypothèse, notamment défendu par Julien Coste, suggère de placer les Esubiens dans la vallée de l'Ubaye,. Selon cet auteur, le terme « Ésubiens » regroupe plusieurs peuplades de la région ubayenne : les Esubiens proprement dits, habitants la Moyenne et Haute Vallée de l'Ubaye (de Barcelonnette au col du Longet), les Ectini dans le vallon de l'Ubayette, les Véamini dans la vallée du Bachelard (commune d'Uvernet-Fours), et les Némolani dans la basse vallée de l'Ubaye. Les Ésubiens ayant été les plus nombreux et les plus puissants, il rassemble sous ce vocable l'ensemble des peuples celto-ligures de la vallée de l'Ubaye et ses dépendances. Au IIIe siècle av. J.-C., organisés politiquement, les Esubiens se confédérèrent avec douze autres tribus de la région.
Une autre thèse les assimile à la tribu des Vésubiens, citée sur la dédicace de l'Arc d'Auguste, à Suse. Selon cette interprétation, les Vésubiens/Ésubiens vivaient dans la vallée de la Vésubie, affluent du Var,.
Ils auraient finalement été soumis par Auguste avec les autres tribus alpines, qui les intégra dans la province romaine des Alpes Cottiennes. Ils furent peu à peu romanisés et leur culture disparut comme la civilisation ligure.